# Ваневан
Ваневан (вірм. Վանևան) — село в марзі Гегаркунік, на сході Вірменії. Село розташоване за 4 км на захід від міста Варденіс, за 2 км на північний захід від села Лусакунк та за 4 км на північний схід від села Цовак.